# Mean Machine
Mean Machine è un film del 2001 diretto da Barry Skolnick.
Il film appartiene al filone sportivo-carcerario, ed è un remake de Quella sporca ultima meta (1974), diretto da Robert Aldrich.

## Trama
Danny Meehan, campione decaduto (ex-capitano della nazionale inglese), reo di aver venduto una partita della nazionale per pagare i debiti di gioco, è ora un alcolizzato e dopo una folle corsa in auto e una rissa con due poliziotti in un pub viene rinchiuso in galera. Viene mandato nel penitenziario di Longmarsh, un carcere modello caratterizzato nella realtà da un Direttore con il vizio delle scommesse, che dirige anche la squadra di calcio dilettantistica ove militano le guardie della prigione. La destinazione di Danny non è casuale, infatti il Direttore vorrebbe che diventasse il coach della sua squadra sostituendo il signor Burton, attuale manager e capo delle guardie. Danny, minacciato da Burton prima del colloquio con il Direttore, rifiuta.
All'interno del penitenziario, Danny subisce l'ostilità degli altri carcerati che non gli perdonano l'aver tradito la Nazione buttando all'aria una carriera da campione. L'unico con cui riesce ad avere un buon rapporto è il vecchio ergastolano, “Doc”. Conosce inoltre Billy la piattola, impacciato scassinatore che continua a vederlo come un idolo, e Massiccio, detenuto di colore che gli suggerisce di proporre al Direttore una sfida tra la squadra delle guardie e una selezione di detenuti allenata da Danny. Nel penitenziario sono detenuti anche Nitro, fabbricante di ordigni esplosivi poco stabile di mente e il signor Sykes, membro della malavita a capo del traffico di stupefacenti tra le mura di Longmarsh, attività sulla quale il Direttore chiude un occhio in cambio di dritte per le scommesse, quasi sempre fuorvianti. Dopo una serie di equivoci, Danny riuscirà a guadagnarsi la fiducia degli altri detenuti e, con il consenso di Sykes per schierare alcuni dei suoi uomini e la partecipazione del Monaco, detenuto nell'ala di massima sicurezza per aver ucciso 23 uomini a mani nude, arruolato come portiere, riuscirà ad allestire i Mean Machine per la sfida.
Durante un briefing prima della partita, Nitro piazza un esplosivo nella cassetta personale di Danny, ma è Doc ad aprirla per recuperare del materiale e a restare ucciso. Nitro, convinto dalla guardia Ratchet a sabotare i Mean Machine, verrà trasferito in una struttura per pazienti psichiatrici.
Il giorno della partita Sykes consegna ai detenuti le divise fatte ordinare da Doc e la squadra scende in campo tra lo stupore delle guardie per l'organizzazione e la capacità di gioco. Non mancano le scorrettezze e il gioco duro da entrambe le parti, complice un arbitro molto accondiscendente, e il primo tempo si conclude sul risultato di 1 a 0 per i detenuti. Nell'intervallo il Direttore minaccia Danny dicendogli che Nitro ha dichiarato per iscritto che la morte di Doc è avvenuta per un piano di Danny stesso e che quindi, se i detenuti non perderanno la partita, dovrà rimanere a lungo nel penitenziario. In realtà, il Direttore ha molti debiti di gioco e ha scommesso una grossa cifra con il bookmaker malavitoso Barry. Danny torna in campo imbambolato e finge un infortunio mentre uno dei suoi compagni viene espulso. I detenuti si portano comunque sul 2 a 0, ma poi subiscono due gol. Massiccio esita a sostituire il capitano, perché intuisce cosa stia accadendo. La sua delusione spinge Danny a tentare il tutto per tutto e a rientrare in campo motivato. Sarà proprio lui, dopo un'azione di contropiede, a dare l'assist decisivo a Billy la Piattola che segnerà il gol della vittoria allo scadere. Dopo i festeggiamenti Burton, che si congratula con Danny, gli garantisce che le guardie non sosterranno le minacce del Direttore, al quale anche Sykes comunica che questo vale anche per lui, per gli altri detenuti e anche per Barry il bookmaker che intanto fa esplodere la Saab del Direttore. Danny consegna il pallone della partita invitando il Direttore a metterlo nella bacheca dei trofei. 

## Cast
Vinnie Jones, fedelissimo di Guy Ritchie ed ex-calciatore nella vita reale, interpreta il protagonista Danny Meehan, mentre David Hemmings ricopre il ruolo del bieco direttore e Jason Statham quello dello psicopatico "Il Monaco".  Al 77º minuto appare Ryan Giggs nei panni di un secondino. Il cast include anche altri attori che sono stati giocatori di calcio professionisti: Charlie Hartfield, che aveva giocato nello Sheffield United e nello Swansea City, Nevin Saroya, giocatore del Brentford, Paul Fishenden e Brian Gayle, che avevano giocato nel Wimbledon FC.

## Colonna sonora originale
1.	Chi è Da Man (Krafty Kuts)	3:16
2.	Danny in solitario (John Murphy)	1:03
3.	Mambo Jambo (Que Rico El Mambo) (Dave Barbour)	2:59
4.	Heavy Action (Tema da Superstars) (Johnny Pearson)	1:30
5.	Flight Night (John Murphy)	1:45
6.	Strings For Yasmine (Tin Tin Out)	4:06
7.	Missile d'amore F1-11 (Sigue Sigue Sputnik)	3:46
8.	The Mood Club (Primogenito)	4:10
9.	Dusk (Versione Album) (Pressure Drop)	5:30
10.	Capitan Dread (Dreadzone)	5:16
11.	Pantaloni larghi (Madness)	2:43
12.	Carnaval De Paris (Radio Mix) (Dario G)	5:06
13.	Der Bauch (MC Sultan)	5:23
14.	Big Build Up (John Murphy)	1:32
15.	Let Me Entertain You (Robbie Williams)	4:22
16.	Destra corretta Charlie (Middlerow)	3:33
17.	Wings (Little T & One Track Mike)   4:03